# 프리드먼 검정
프리드먼 검정(Friedman test)은 밀턴 프리드먼이 개발한 비모수 통계 검정이다.
매개변수 반복측정( parametric repeated measures)의 ANOVA와 유사하게 여러 테스트 시도에서 처리 차이를 감지하는 데 사용된다. 이 절차에는 각 행(또는 블록)을 함께 순위(ranking)를 매긴 다음 열별로 순위 값을 고려하는 과정이 포함된다. 온전한 블록 설계(block designs)에서  블록(block)으로 적용할 수 있으므로 더빈 테스트(Durbin test)의 특별한 경우이다.

## 프리드먼 이원분산분석
순위별 분산에 대한 프리드먼 이원 분산분석(Friedman two-way analysis)은 무작위 블록 설계의 k 처리가 동일한 효과를 갖는지를 확인하는 테스트이다.

## 같이 보기
- 비모수 통계
- 부호 검정
- 윌콕슨 부호 순위 검정
- 만-휘트니 U 검정
- 크러스컬-월리스 검정